# Модерн
Модерн е стил в изкуството от втората половина на 19 в. Залегнал както в илюстрацията, така и в архитектурата, този стил е характерен с декоративното си украшателство изразено в характерни декоративни елементи (както например в рококо) – разгърнати розетки и спирали, наситени с флорални мотиви.

## В изкуството
Модерн е стил на ритмичната линия, свободния линеен рисунък и има много общо с художествените възгледи на дорафаелитите. Линията има голяма роля в декоративните задачи, явявайки се като израз на динамично или ефирно плавно движение. Стилът покровителства формите на украшателството и като най-характерна такава – пълзящата по фасадата на сградата украса с мотиви от растителния и животински свят.
Голям принос в развитието на стила има Ван де Велде, който разглежда линиите именно като израз на динамика и ги схваща предимно като криви (от където се поражда концепцията за ластарите на ар нуво малко по-късно). За него такива именно са линиите и формите на природата, отразяващи жизнения ритъм на органическия свят.
Модерн оказва голямо влияние (в Англия наред с „Изкуства и занаяти“) върху ар нуво и особено върху виенския сецесион, проявен особено в декоративните работи, при които абстрактната линия се съчетава с формите на природата. Оказва влияние също така върху немския експресионизъм (силно поруган в условията на нацистка Германия), сюрреализма, както и в някои отделни работи на абстрактното изкуство от втората половина на миналия век.
Вж. още: Николай Труфешев. Монументалните изкуства и архитектура в България. София, 1968

## В балета
Модърн данс е стил в танца.